# Arthroleptides
Arthroleptides – rodzaj płazów bezogonowych z rodziny Petropedetidae.

## Zasięg występowania
Rodzaj obejmuje gatunki występujące we wschodniej części gór Tanzanii, w skalistych górskich strumieniach góry Mount Elgon w Kenii i być może na przyległym obszarze Ugandy.

## Systematyka

### Etymologia
Arthroleptides: rodzaj Arthroleptis Smith, 1849; -οιδης -oidēs „przypominający”.

### Podział systematyczny
Do rodzaju należą następujące gatunki:
- Arthroleptides dutoiti Loveridge, 1935
- Arthroleptides martiensseni Nieden, 1911
- Arthroleptides yakusini Channing, Moyer & Howell, 2002